# Ґе Хун
Ґе Хун (*葛洪, 283 —343) — китайський вчений, алхімік, лікар та фармацевт епохи правління династії Цзінь.

## Життєпис
Народився у 283 році у м. Даньян 丹阳 повіту Цзюйжун (територія сучасної провінції Цзяньсу). Походив зі старовинного чиновницького роду, дані про який сходять до I ст. н. е., коли один з предків Ґе Хуна був нагороджений імператором Гуан-у-ді за допомогу, надану йому при сходженні на престол, і отримав земельне володіння на півдні Китаю. На час народження Ґе Хуна родина збідніла. Рано осиротівши, він опинився в скрутному матеріальному становищі. Тим не менш, Ґе Хун посилено займався, поєднуючи вивчення конфуціанства з осягненням таємниць даосизму.
У 303 році як молодший офіцер взяв участь у придушенні селянського повстання, за що згодом був нагороджений аристократичним титулом. Потім він зробив безрезультатну подорож на північ Китаю в пошуках даоських текстів. Після повернення на південь займав ряд незначних посад. Згодом працював у канцелярії правителя м. Гуанчжоу, стає помічником принца Сима Жуя, який у 317 році отримав імператорську владу. Тоді ж Ґе Хун переходить до імператорської канцелярії й невдовзі очолює її. На своїй посаді він залишався до 333 року.
Останні роки свого життя Ґе Хун провів на самоті на горі Лофушань поблизу Гуанчжоу на крайньому півдні Китаю, займаючись наукою. Тут же він написав велику частину своїх творів.

## Творчість
У 317–320 роках написав енциклопедичний даоський трактат «Баопу-цзи» («Мудрець, який осягає первозданну простоту»), названий так за псевдонімом самого Ґе Хуна. У ньому він детально викладає даоське вчення про досягнення фізичного безсмертя і описує способи його набуття, зокрема вживання священного гриба «лінчжи»; разом з тим, на думку Ґе Хуна найважливішою є алхімія, тобто створення еліксиру безсмертя з кіноварі в поєднанні з іншими речовинами.
Він також є автором медичної книги «Чжоу хоу Бей цзи фан» (Рецепти під рукою на випадок необхідності), яка частково збереглася до тепер. В ній у популярній формі описані способи лікування 70 різних захворювань, здебільшого гострих. Серед методів лікування Ґе Хун особливо виділяв припікання, відзначаючи його простоту, зручність і дешевизну. Він також закликав застосовувати припікання при потребі термінової медичної допомоги, коли під рукою немає відповідних ліків. Дружина Ґе Хуна, Бао-ґу (309–363), була першою жінкою в Китаї — фахівцем з припікання.
Крім того, Ґе Хун написав власну автобіографію, життєписи даоських безсмертних (Шеньсянь-чжуань), збірку історій «Нариси західної столиці».